# Aeroportul Chautauqua County-Jamestown
Aeroportul Chautauqua County-Jamestown (IATA: JHW, ICAO: KJHW, FAA LID: JHW) este un aeroport din New York, Statele Unite ale Americii ce deservește zona Jamestown⁠(d). Aeroportul a fost tranzitat în 2019 de 52 de pasageri. A fost numit după zona deservită.
Situat la o altitudine de 525 m, aeroportul dispune de 2 piste.

## Infrastructură

### Piste
Aeroportul dispune de 2 piste. Pista 07/25 are suprafața de asfalt și dimensiunile 5.299 picioare × 100 picioare. Pista 13/31 are suprafața de asfalt și dimensiunile 4.500 picioare × 100 picioare. 